# M+a Verlag für Messen, Ausstellungen und Kongresse
Der m+a Verlag für Messen, Ausstellungen und Kongresse GmbH ist ein deutscher Fachverlag mit Sitz in Frankfurt am Main. 

## Geschichte
Der Verlag wurde im Jahr 1919 von Bruno Abendroth gegründet. 
Keimzelle und erste Publikation des Verlags war das „Zentralblatt für das gesamte Meß- und Ausstellungswesen sowie für Märkte und Musterlagen“, das unter dem Titel „Messe und Ausstellung“ erschien. Damals berichtete die Zeitung im Wesentlichen über die Entwicklung nationaler und internationaler Veranstaltungen. Im sogenannten „Meß-Kalender“ gab die Zeitung Auskunft über die Ereignisse und Termine auf dem Messemarkt. 1964 erwarb Otto Müller den m+a Verlag. 1989 verkauften Otto Müller und sein Sohn Joachim den m+a Verlag an die Deutsche Fachverlag GmbH. Geschäftsführer des Verlags sind Peter Kley, Holger Knapp, Sönke Reimers und Angela Wisken.

## Verlagsprogramm
Die wichtigsten Angebote des Verlagsprogramms sind:
- m+a report – The Global Exhibition Magazine ist eine der führenden Fachzeitschriften der Messewirtschaft, mit acht Ausgaben im Jahr in deutscher und englischer Sprache. Neben dem aktuellen Branchengeschehen, Personalien und anderem berichtet die Redaktion über Trends im Messewesen, liefert Hintergrundberichte zu den deutschen sowie internationalen Messemärkten. Zielgruppe sind Aussteller, Messeveranstalter, Messedienstleister und Besucher von Messen.

- m+a ExpoDataBase mit über 15.000 Messeterminen aus 160 Branchen ist ein Suchportal für Messen international, das eine deutsch- und englischsprachige Suche bietet.

- m+a Messeplaner. Das Nachschlagewerk erscheint halbjährlich als Printausgabe sowie auf CD-Rom und verzeichnet rund 10.000 Messen, Ausstellungen und Veranstaltungen in über 120 Ländern. Neben Datum, Titel, Gelände, Turnus, Besucherzulassung und Produktgruppen einer Messe sind die neuesten Angaben zu Nettostandfläche, Aussteller- und Besucherzahlen sowie die Veranstalteradresse mit Kontaktperson aufgeführt. Über Register sind die Veranstaltungen nach Branchen, Kurznamen, Ländern/Städten oder Terminen sortiert.